# هاري سكوت (ملاكم)
هاري سكوت (بالإنجليزية: Harry Scott)‏ مواليد 27 أكتوبر 1937 في ليفربول، مرزيسايد، المملكة المتحدة، هو ملاكم إنجليزي يصنف ضمن فئة الوزن المتوسط. توفي في 16 ديسمبر 2015.

## إحصائيات
خاض خلال مسيرته 79 نزالا، فاز في 39 وتعادل في 6 وخسر في 34. فاز بالضربة القاضية في 20 نزالا.

## روابط خارجية
- هاري سكوت على موقع بوكس ريك (الإنجليزية) (registration required)